# Ben Shneiderman

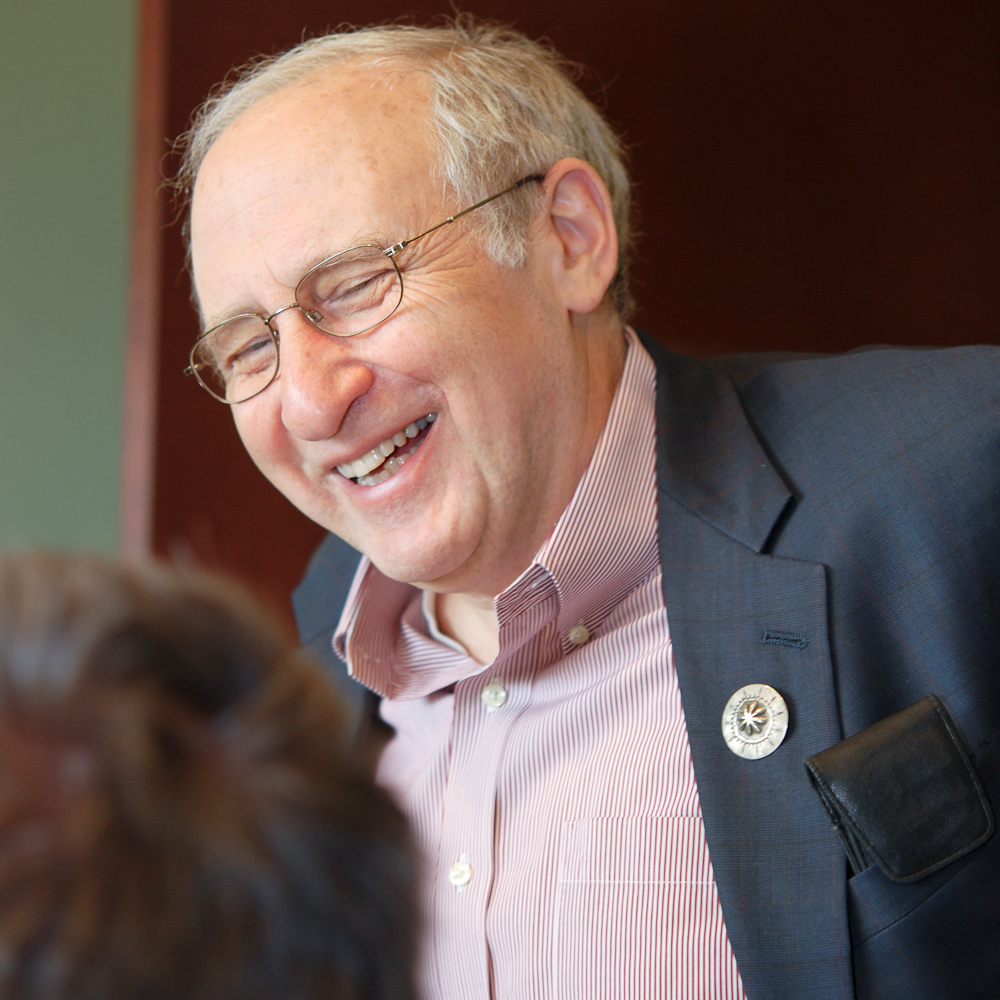
Ben Shneiderman, 2011

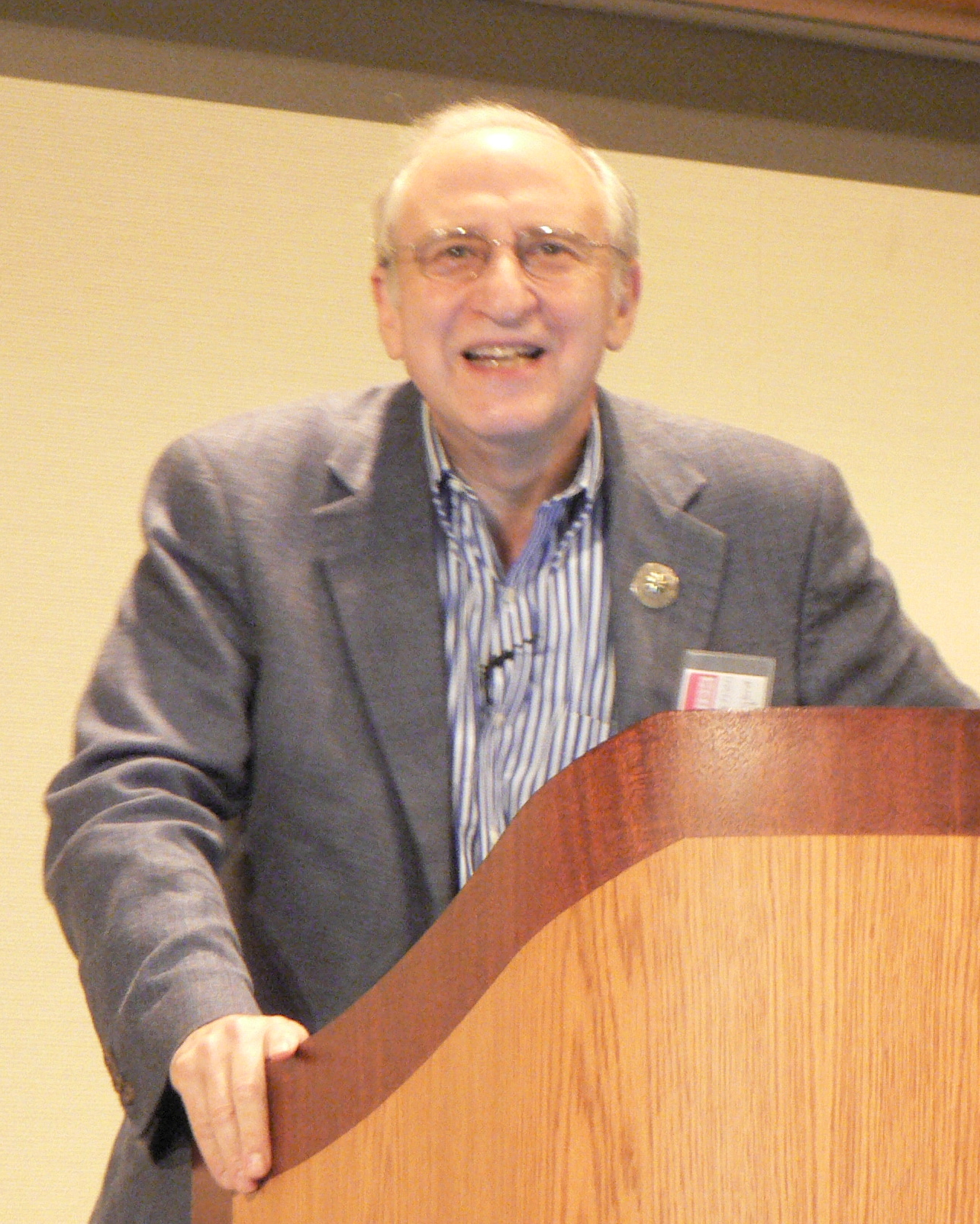
Ben Shneiderman, 2011

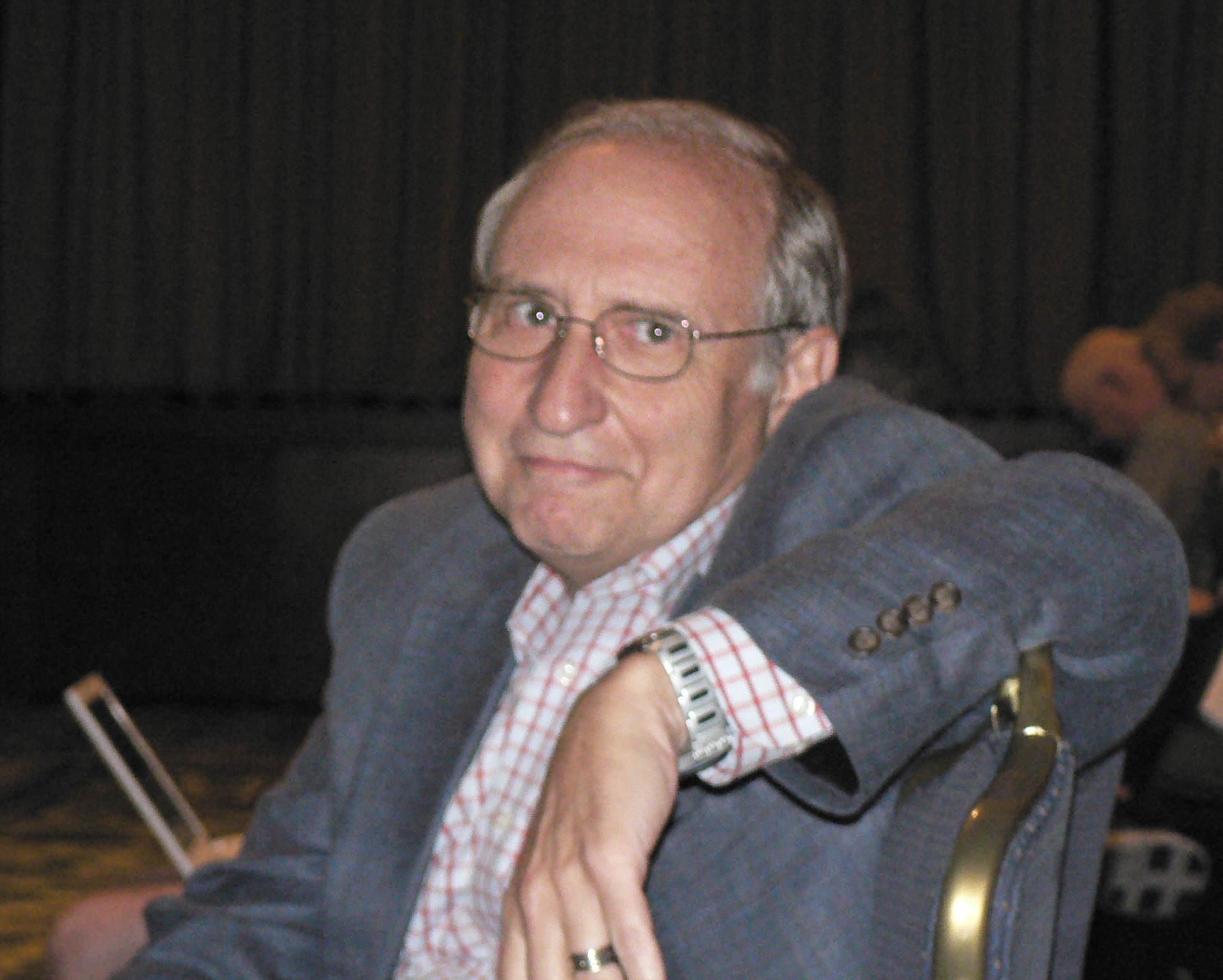
Ben Shneiderman, 2009

Ben Shneiderman (* 21. August 1947 in New York City) ist ein US-amerikanischer Informatiker, der zurzeit als Professor für Informatik am Human-Computer Interaction Laboratory an der University of Maryland, College Park lehrt.

## Leben
Shneiderman war von 1968 bis 1972 für die Stony Brook University unter anderen für die Arbeitsfelder Datenbankoptimierung und Struktogramme tätig. 1973 schloss er seine Promotion ab. 1982 begann er an der Universität von Maryland mit der Entwicklung von TIES (The Interactive Encyclopedia System), welches später als Hypertext-System Hyperties bekannt wurde. Seit 1989 ist er Professor für Informatik an der Universität von Maryland, seit 1997 Mitglied der Association for Computing Machinery (ACM).

## Bedeutung
Ben Shneiderman hat wesentliche Grundlagenarbeit sowohl im Bereich der Spezifikation von sequentiellen Programmen als auch im Bereich Hypertext und in der Gestaltung von Mensch-Maschine Kommunikationsprozessen geleistet. Er prägte unter anderem die Begriffe Hotlink und Embedded Menu und war einer der ersten Informatiker, die die Bedeutung von Benutzeroberflächen erkannt haben. Shneiderman glaubte durch Verbesserung der Schnittstellen die Wirksamkeit und Popularität der Computer erhöhen zu können. 
Zusammen mit Isaac Nassi entwickelte er das Nassi-Shneiderman-Diagramm, eine grafische Darstellung von Programmabläufen, die inzwischen die DIN-Norm DIN 66261 wurde.
Außerdem ist Shneiderman für das Mantra der Informationssuche (engl. Visual Information Seeking Mantra) bekannt, welches beschreibt in welcher Reihenfolge dem Benutzer Interaktionsoptionen bereitgestellt werden sollten.
In den letzten Jahren konzentrierte sich Shneiderman auf die Informationsvisualisierung und insbesondere auf Tree Map Konzepte. Zu sehen sind diese Arbeiten im Treemap Art Project.

## Auszeichnungen
Für sein Lebenswerk wurde er 2001 mit dem ACM SIGCHI (Special Interest Group Computer Human Interaction) Lifetime Achievement Award geehrt.

## Schriften
- Software Psychology. Human Factors in Computer and Information Systems. Little, Brown and Co. (früher Winthrop), 1980, ISBN 0-87626-816-5.
- Leonardo's Laptop: Human Needs and the New Computing Technologies. MIT Press, 2002, ISBN 0-262-69299-6 (Gewinner des IEEE 2004 award for Distinguished Literary Contribution).
- zusammen mit Catherine Plaisant: Designing the User Interface. Strategies for Effective Human-Computer Interaction. 4. Auflage. Addison-Wesley, 2004 (Erstveröffentlichung 1987), ISBN 0-321-26978-0.
- Hypertext Hands-On!. Addison-Wesley Publishing Company, 1989, ISBN 0-201-15171-5.